# Geoorde eendemossel
De geoorde eendemossel (Conchoderma auritum) is een rankpootkreeftensoort uit de familie van de eendenmosselen (Lepadidae). De wetenschappelijke naam van de soort werd in 1758 voor het eerst geldig gepubliceerd door Carl Linnaeus. Deze soort wordt gevonden in Europa, Afrika en Nieuw-Zeeland.